# Donald Crisp
Donald Crisp (născut George William Crisp, n. 27 iulie 1882, Greater London, Anglia, Regatul Unit al Marii Britanii și Irlandei – d. 25 mai 1974, Van Nuys⁠(d), California, SUA) a fost un actor englez de film. El a fost anterior producător, scenarist și regizor. Cariera sa a durat de la începutul epocii filmului mut până în anii 1960. A câștigat un premiu Oscar pentru cel mai bun actor în rol secundar în 1942 pentru interpretarea sa din filmul Ce verde era valea mea.

## Tinerețea
Donald Crisp s-a născut ca George William Clare în Bow, Londra, într-o familie acasă pe 27 iulie 1882. Era cel mai tânăr din cei zece copii (patru băieți și șase fete) ai lui Elizabeth (născută Christy) și ai muncitorului James Crisp. A învățat la școlile din zona natală, iar în 1901 locuia cu părinții și lucra ca birjar.
Crisp a făcut o serie de afirmații despre tinerețea lui, care s-au dovedit în cele din urmă, la mai multe decenii după moartea lui, ca fiind false. El a susținut că s-a născut în 1880 în localitatea Aberfeldy din comitatul Perthshire, Scoția, și chiar a mers atât de departe încât a folosit un accent scoțian cât timp a lucrat la Hollywood. În fapt, el a avut nicio legătură cu Scoția, dar în 1996 a fost amplasată o placă memorială în presupusul oraș natal Aberfeldy de cptre actorul de comedie scoțian Jimmy Logan. El a susținut în diferite ocazii că tatăl său era fermier, medic rural sau medic regal al regelui Eduard al VII-lea. De asemenea, el a susținut că a fost educat la Eton și Oxford și că el a servit ca soldat în Regimentul 10 Husari în timpul Războiului Burilor.

## Începutul carierei

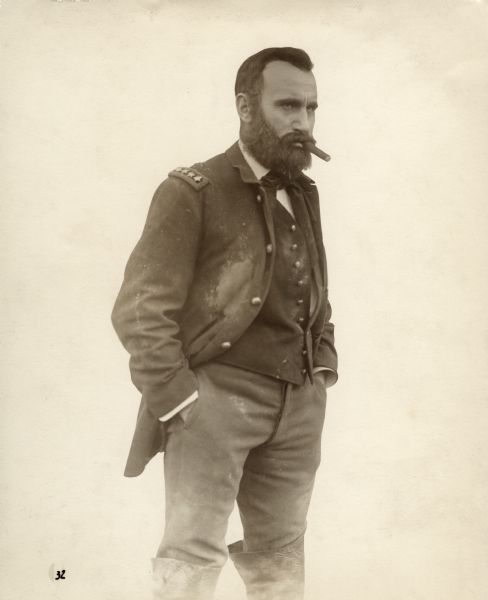
Donald Crisp într-o uniformă militară pentru rolul său ca generalul Ulysses S. Grant în afișul publicitar al filmului Nașterea unei națiuni (1915) a lui D. W. Griffith

În timp ce călătorea pe SS Carmania către Statele Unite ale Americii, în iulie 1906, talentul de cântăreț al lui Crisp în timpul unui concert de pe vapor a atras atenția impresarului de operă John C. Fisher, care imediat i-a oferit un loc de muncă în compania lui. Crisp a petrecut primul an în New York City, cântând la Grand Opera, și în anul următor ca regizor. În timpul unui turneu al companiei în Statele Unite ale Americii și Cuba, Crisp a devenit interesat de teatru. În 1910 Crisp, care folosea acum numele Donald (a păstrat George ca prenume de rezervă), a lucrat ca manager teatral al renumitului artist, compozitor, dramaturg și regizor George M. Cohan. În această perioadă el s-a întâlnit și s-a împrietenit cu regizorul D. W. Griffith. Când Griffith s-a îndreptat către vest, pentru a-și căuta norocul la Hollywood în 1912, Crisp l-a însoțit.
Din 1908 până în 1930, pe lângă regizarea a zeci de filme, Crisp a apărut în aproape 100 de filme mute, deși a avut roluri minore în majoritatea cazurilor. O excepție notabilă a fost rolul generalului Ulysses S. Grant în filmul Nașterea unei națiuni (1915) al lui Grifiith. Un alt rol important a fost „Battling Burrows”, tatăl brutal și abuziv al protagonistei Lucy Burrows (interpretată de Lillian Gish; actrița era cu doar 11 ani mai tânără), în filmul Broken Blossoms (1919) al lui Griffith.

## Regizor
Crisp a lucrat ca asistent al lui Griffith pentru mai mulți ani și a învățat multe în această perioadă de la Griffith, unul dintre primii maeștri ai filmului care a avut un rol influent în folosirea unor tehnici cinematografice noi, cum ar fi montajul paralel în editarea filmelor sale. Această experiență l-a încurajat pe Crisp să devină el însuși regizor. Primul film pe care l-a regizat a fost Little Country Mouse, realizat în 1914. Mulți regizori (și actori) au regizat (sau au jucat) în acea vreme o duzină sau chiar mai multe filme într-un singur an. În următorii cincisprezece ani, Crisp a regizat în total aproximativ 70 de filme, mai ales The Navigator (1924), cu Buster Keaton, și Don Q, Son of Zorro (1925), cu Douglas Fairbanks.
Când a fost întrebat mai târziu de un reporter de ce a renunțat să mai regizeze filme și s-a întors la actorie, Crisp a comentat că regia a devenit o activitate extrem de obositoare pentru că el era atât de des solicitat, chiar forțat, să facă favoruri conducătorilor studiourilor și să le angajeze rudele în filmele sale. Ultima sa activitate regizorală a fost filmul Runaway Bride (1930).

## Cariera militară
Înainte de a lucra pentru Griffith și alți producători, pe lângă numeroasele roluri de actori, Crisp s-a întors în Marea Britanie, unde a făcut parte din serviciile de informații militare în timpul Primului Război Mondial (1914-1918). În timpul celui de-al Doilea Război Mondial (1939-1945), Crisp a răspuns la cererea de mobilizare într-un moment când cariera sa de actor era la apogeu. De această dată, el a servit în Armata de Rezervă a Statelor Unite ale Americii, unde a avansat până la gradul de colonel.

## Întoarcerea la actorie
După 1930, odată cu apariția filmelor sonore, Crisp a abandonat regia și s-a dedicat în întregime actoriei. El a devenit un foarte solicitat actor creator de personaje. De-a lungul anilor 1930 și 1940, el a apărut într-o gamă largă de roluri alături de unele dintre cele mai mari staruri ale epocii sale, precum Katharine Hepburn în The Little Minister (1934) și A Woman Rebels (1936), Charles Laughton și Clark Gable în Revolta de pe Bounty (1935), Bette Davis și Henry Fonda în That Certain Woman (1937), Laurence Olivier în Wuthering Heights (1939), Errol Flynn în The Private Lives of Elizabeth and Essex (1939) și Corsarul (1940) și Gregory Peck în The Valley of Decision (1945).
Un actor versatil de roluri secundare, Crisp putea juca la fel de bine atât roluri simpatice, cât și roluri sinistre. În aceeași perioadă juca roluri de figuri paterne iubitoare sau bătrâni excentrici fermecători în filme clasice precum National Velvet și Lassie Come Home, transformând, de asemenea, într-un succes interpretarea comandorului Beach, prezumtivul bunic din The Uninvited (1944) al lui Lewis Allen. Fără îndoială, cu toate acestea, cel mai memorabil rol al lui Crisp a fost cel al tatălui iubitor, dar taciturn din Ce verde era valea mea (1941), regizat de John Ford. Filmul a obținut zece nominalizări la Oscar și a câștigat în 1942 cinci premii, inclusiv premiul pentru cel mai bun film și premiul pentru cel mai bun actor secundar pentru Crisp.

## Ultimii ani
Crisp a devenit în cele din urmă unul dintre cei mai bogați oameni din industria filmului. „Sobrietatea lui de bancher”, relațiile numeroase și luciditatea minții i-au permis să facă investiții bune, în special pe piața imobiliară. El a continuat să apară în filme în cursul anilor 1950 și la începutul anilor 1960. Pe parcursul a mai mult de o jumătate de secol el a apărut ca actor în nu mai puțin de 400 de producții de scurtmetraj și lungmetraj, poate chiar mai mult. John Carradine, care a jucat, potrivit numărătorii sale, în peste 500 de filme (Internet Movie Database menționează peste 300), i-a spus fiului său, Keith, care a repetat povestea în 2018 în timpul unui podcast cu Gilbert Gottfried, că doar Donald Crisp a apărut în mai multe filme. Ultimul rol al lui Crisp a fost bunicul Spencer, jucând alături de fostele vedete Henry Fonda și Maureen O'Hara, în filmul Spencer's Mountain. Filmul, adaptat după romanul lui Earl Hamner, Jr., a constituit sursa de inspirație a serialului de televiziune The Waltons din anii 1970.
Crisp avea vârsta de optzeci de ani atunci când a renunțat în totalitate la actorie, continuând să lucreze mult timp după ce nu mai avea nevoie de bani pentru că pur și simplu îi plăcea. El a fost căsătorit de trei ori. În 1912 s-a căsătorit cu actrița Helen Pease și au rămas împreună până la moartea ei în anul următor. În 1917 s-a căsătorit cu Marie Stark, de care a divorțat în 1920; ea a continuat să joace în filme mute sub numele de Marie Crisp. În 1932 el s-a căsătorit cu scenarista Jane Murfin, de care a divorțat în anul 1944. Donald Crisp a murit în 1974, cu doar câteva luni înainte de a împlini vârsta de 92 de ani, din cauza complicațiilor produse în urma serii de accidente vasculare cerebrale. În afară de faptul că a fost unul dintre actorii de prim rang ai epocii sale, a avut numeroase contribuții la industria filmului întinse pe o durată mai mare de cincizeci de ani. A fost înmormântat în cimitirul Forest Lawn Memorial Park din Glendale, California.
El a fost un susținător republican fervent care a militat pentru alegerea ca președinte a lui Thomas Dewey în 1944.
Pe 8 februarie 1960 Crisp a primit o stea pe Hollywood Walk of Fame (la 1628 Vine Street) pentru contribuția sa în industria cinematografică.

## Filmografie parțială

### Actor
- The French Maid (1908, s/m)
- Through the Breakers (1909, s/m) as At the Club
- Sunshine Sue (1910, s/m) as Head of Sweatshop
- A Plain Song (1910, s/m) as at station
- A Child's Stratagem (1910, s/m) - polițist
- The Golden Supper (1910, s/m) - curtier (nemenționat)
- Winning Back His Love (1910, s/m) as at stage door
- The Two Paths (1911, s/m) as footman
- Heart Beats of Long Ago (1911, s/m) as courtier
- What Shall We Do with Our Old? (1911, s/m) as bailiff
- The Lily of the Tenements (1911, s/m)
- A Decree of Destiny (1911, s/m) as at the club / at the wedding
- The White Rose of the Wilds (1911, s/m)
- Her Awakening (1911, s/m) as accident witness
- The Primal Call (1911, s/m)
- Out from the Shadow (1911, s/m) at a dance
- The Making of a Man (1911, s/m) as actor / backstage
- The Long Road (1911, s/m) - servitor / proprietar
- The Battle (1911, s/m) - soldat al Uniunii
- The Miser's Heart (1911, s/m) - polițist
- The Italian Barber (1911, s/m) as at ball
- Help Wanted (1911, s/m) as in corridor
- Fate's Turning (1911, s/m) - valet
- The Poor Sick Men (1911, s/m) - polițist
- A Wreath of Orange Blossoms (1911, s/m) - servitor
- Conscience (1911, s/m) - polițist
- In the Days of '49 (1911, s/m)
- The Diving Girl (1911, s/m) as a bather
- Swords and Hearts (1911, s/m) as bushwacker
- The Squaw's Love (1911, s/m) - indian
- The Adventures of Billy (1911, s/m) - primul vagabond
- The Failure (1911, s/m) as employer
- The Eternal Mother (1912, s/m) as in-field
- The Musketeers of Pig Alley (1912, s/m) - membru al bandei rivale
- The Inner Circle (1912, s/m)
- Pirate Gold (1913, s/m)
- Near to Earth (1913, s/m)
- The Sheriff's Baby (1913, s/m)
- Olaf—An Atom (1913, s/m) - cerșetorul
- The Mothering Heart (1913, s/m) (neconfirmat)
- Two Men of the Desert (1913, s/m)
- Black and White (1913, s/m)
- The Battle of the Sexes (1914) - Frank Andrews
- The Great Leap; Until Death Do Us Part (1914)
- Home, Sweet Home (1914) - fiul mamei
- The Escape (1914) - „Bull” McGee
- The Folly of Anne (1914, s/m)
- The Sisters (1914, s/m)
- The Mysterious Shot (1914, s/m) - Buck
- The Stiletto (1914, s/m) - Angelino
- The Mountain Rat (1914, s/m) - Steve
- Ashes of the Past (1914, s/m)
- The Different Man (1914, s/m) - fermierul
- The Miniature Portrait (1914, s/m)
- The Soul of Honor (1914, s/m)
- The Newer Woman (1914, s/m)
- Their First Acquaintance (1914, s/m)
- The Birthday Present (1914, s/m) - spărgătorul
- The Weaker Strain (1914, s/m)
- The Avenging Conscience (1914) - rol minor (nemenționat)
- The Idiot (1914, s/m)
- The Tavern of Tragedy (1914, s/m) - spionul Bob Jameson
- Her Mother's Necklace (1914, s/m) - spărgătorul
- A Lesson in Mechanics (1914, s/m)
- Down the Hill to Creditville (1914, s/m)
- The Great God Fear (1914, s/m) - Dick Stull
- His Mother's Trust (1914, s/m) - dr. Keene
- The Warning (1914, s/m) - dl. Edwards
- Another Chance (1914, s/m) - vagabondul
- A Question of Courage (1914, s/m)
- Over the Ledge (1914, s/m)
- An Old Fashioned Girl (1915, s/m)
- 1915 Nașterea unei națiuni (The Birth of a Nation), regia  D. W. Griffith - gen. U.S. Grant
- The Love Route (1915) - Harry Marshall
- The Commanding Officer (1915) - col. Archer
- May Blossom (1915) - Steve Harland
- The Foundling (1915) (secvențe tăiate)
- A Girl of Yesterday (1915) - A. H. Monroe
- Ramona (1916) - Jim Farrar
- 1916 Intoleranță (Intolerance), regia  D. W. Griffith - figurant (nemenționat)
- Joan the Woman (1916)
- Broken Blossoms (1919) as Battling Burrows
- The Bonnie Brier Bush (1921; și regizor) - Lachlan Campbell
- Don Q, Son of Zorro (1925) - Don Sebastian
- The Black Pirate (1926) - MacTavish
- Stand and Deliver (1928) - membru al London Club (nemenționat)
- The River Pirate (1928) - Caxton
- The Viking (1928) - Leif Ericsson
- Trent's Last Case (1929) - Sigsbee Manderson
- The Pagan (1929) - dl. Roger Slater
- The Return of Sherlock Holmes (1929) - colonelul Moran
- Scotland Yard (1930) - Charles Fox
- Svengali (1931) as The Laird
- Kick In (1931) - comisarul Harvey
- A Passport to Hell (1932) - sgt. Snyder
- Red Dust (1932) as Guidon, overseer
- Broadway Bad (1933) - Darrall
- The Crime Doctor (1934) - procurorul Anthony
- The Key (1934) - Peadar Conlan
- The Life of Vergie Winters (1934) - Mike Davey
- British Agent (1934) - Marshall O'Reilly (secvențe tăiate)
- What Every Woman Knows (1934) - David Wylie
- The Little Minister (1934) - dr. McQueen
- Vanessa: Her Love Story (1935) - hangiul George
- Laddie (1935) - dl. Pryor
- Oil for the Lamps of China (1935) - J.T. McCarter
- 1935 Revolta de pe Bounty (Mutiny on the Bounty), regia Frank Lloyd - Burkitt
- The White Angel (1936) - dr. Hunt
- Mary of Scotland (1936) - Huntly
- The Charge of the Light Brigade (1936) - col. Campbell
- A Woman Rebels (1936) - judecătorul Byron Thisthlewaite
- Beloved Enemy (1936) - Liam Burke
- The Great O'Malley (1937) - cpt. Cromwell
- Parnell (1937) - Davitt
- 1937 Viața lui Émile Zola (The Life of Emile Zola), regia William Dieterle - avocatul Labori
- Confession (1937) - președintele completului de judecată
- That Certain Woman (1937) - Jack Merrick, Sr.
- Sergeant Murphy (1938) - col. Todd Carruthers
- Jezebel (1938) - dr. Livingstone
- The Beloved Brat (1938) - John Morgan
- The Amazing Dr. Clitterhouse (1938) - inspectorul de poliție Lewis Lane
- Valley of the Giants (1938) - Andy Stone
- The Sisters (1938) - Tim Hazelton
- Comet Over Broadway (1938) - Joe Grant
- The Dawn Patrol (1938) - Phipps
- The Oklahoma Kid (1939) - judecătorul Hardwick
- Wuthering Heights (1939) - dr. Kenneth
- Juarez (1939) - mareșalul Achille Bazaine
- Sons of Liberty (1939, s/m) - Alexander MacDongall
- Daughters Courageous (1939) - Samuel „Sam” Sloane
- The Old Maid (1939) - dr. Lanshell
- The Private Lives of Elizabeth and Essex (1939) - Francis Bacon
- Dr. Ehrlich's Magic Bullet (1940) - ministrul Althoff
- Brother Orchid (1940) as Brother Superior
- The Sea Hawk (1940) - Sir John Burleson
- City for Conquest (1940) - Scotty MacPherson
- Knute Rockne, All American (1940) - pr. John Callahan
- Shining Victory (1941) - dr. Drewitt
- Dr. Jekyll and Mr. Hyde (1941) - Sir Charles Emery
- 1941 Ce verde era valea mea (How Green Was My Valley), regia John Ford - Gwilym Morgan
- The Gay Sisters (1942) - Ralph Pedloch
- Forever and a Day (1943) - cpt. Martin
- Lassie Come Home (1943) - Sam Carraclouch
- The Uninvited (1944) as Commander Beech
- The Adventures of Mark Twain (1944) - J.B. Pond
- National Velvet (1944) - dl. Herbert Brown
- Son of Lassie (1945) - Sam Carraclouch
- The Valley of Decision (1945) - William Scott
- Ramrod (1947) - Jim Crew
- Hills of Home (1948) - Drumsheugh
- Whispering Smith (1948) - Barney Rebstock
- Challenge to Lassie (1949) - „Jock” Gray
- Bright Leaf (1950) as Mayor James Singleton
- Home Town Story (1951) - John MacFarland
- Prince Valiant (1954) - regele Aguar
- The Long Gray Line (1955) - bătrânul Martin
- 1955 Omul din Laramie (The Man from Laramie), regia Anthony Mann - Alec Waggoman
- Drango (1957) - judecătorul Allen
- Saddle the Wind (1958) - Dennis Deneen
- The Last Hurrah (1958) - cardinalul Martin Burke
- A Dog of Flanders (1959) - Jehan Daas
- Pollyanna (1960) as Mayor Karl Warren
- Greyfriars Bobby: The True Story of a Dog (1961) - James Brown
- Spencer's Mountain (1963) - bunicul Zubulon Spencer (ultimul rol în film)

### Regizor
- Her Father's Silent Partner (1914, s/m)
- Ramona (1916)
- Rimrock Jones (1918)
- Believe Me, Xantippe (1918)
- The Goat (1918)
- Love Insurance (1919)
- Why Smith Left Home (1919)
- It Pays to Advertise (1919)
- Too Much Johnson (1919)
- The Six Best Cellars (1920)
- Miss Hobbs (1920)
- Held by the Enemy (1920)
- Appearances (1921)
- The Princess of New York (1921)
- The Bonnie Brier Bush (1921; și actor)
- Tell Your Children (1922)
- The Navigator (1924)
- Ponjola (1924) (coregizat cu James Young)
- Don Q, Son of Zorro (1925; și actor)
- Young April (1926)
- Dress Parade (1927)
- Nobody's Widow (1927)
- The Cop (1928)
- The Runaway Bride (1930)

## Legături externe
- Donald Crisp la Internet Movie Database
- en Donald Crisp la Internet Broadway Database
- Donald Crisp la Find a Grave